# Dovenetel
Dovenetel (Lamium) is een geslacht uit de lipbloemenfamilie (Lamiaceae). Het geslacht bevat zowel eenjarige als vaste planten. Er worden ook cultivars gekweekt, waarvan de bladkartels soms bijna weggeselecteerd zijn.

## Dovenetel en brandnetel; mimicry
De naam dovenetel komt van de oude betekenis doof = niet werkend, gedoofd. De bladeren en stengels lijken sterk op die van de brandnetel, maar hebben geen brandharen met mierenzuur. Dovenetels groeien in vergelijkbaar stikstofrijke, niet te droge habitat als brandnetels, bijvoorbeeld in bermen en bosranden. De gelijkenis tussen de twee is daarom een geval van mimicry van Bates. De meeste dieren die kennisgemaakt hebben met de brandnetel, zullen de dovenetel met rust laten.
Toch is de dovenetel vrij gemakkelijk van de brandnetel te onderscheiden:
- De bladkartels van de dovenetel zijn duidelijk 'slordiger'.
- De bladnerven van de dovenetels zijn meer geprononceerd, ook van de bovenkant gezien.
- In dovenetelblad of stengels zitten altijd wel wat roodbruine elementen: vlekjes of nerven bijvoorbeeld. Bij brandnetels komt dit nooit voor.
- De hoofdstengels van dovenetels zijn vierkant, met duidelijke ribben, terwijl brandnetelstengels maar licht geribd zijn, bijna rond.
- Dovenetels hebben karakteristieke, kleurige lipbloemen. Omdat brandnetels geen lipbloemigen zijn, hebben die een totaal andere bloeiwijze, onopvallend, geelgroen tot bruingroen.

## Gebruik

### Eten en drinken
- De rijpe bloemen van de witte dovenetel laten makkelijk los van de plant, waarna de nectar er makkelijk uit te zuigen is.
- De bloemen van alle soorten zijn eetbaar.
- De jonge blaadjes van alle soorten zijn geschikt voor salade, in de soep, of kort gekookt, zoals spinazie.
- Van het gedroogde blad kun je thee trekken.

### Volksgeneeskunde
- Thee van de witte dovenetel wordt gebruikt tegen bloedarmoede, darmaandoeningen, ontstekingen en menstruatiestoornissen.
- Thee van de gele dovenetel in het badwater wordt gebruikt tegen alle urine- en blaasaandoeningen bij mannen.

## Soorten
De ongeveer veertig soorten planten van dit geslacht zijn inheems op het Euraziatisch continent en in Noord-Afrika.
In Nederland en België komen de volgende soorten voor:
- Brede dovenetel (L. confertum)
- Gevlekte dovenetel (L. maculatum)
- Hoenderbeet (L. amplexicaule)
- Ingesneden dovenetel (L. hybridum)
- Paarse dovenetel (L. purpureum)
- Witte dovenetel (L. album)
- L. bifidum[2][3]

Ook de gele dovenetel (Lamiastrum galeobdolon) werd eerder bij Lamium ingedeeld. Tegenwoordig wordt deze bij Lamiastrum ingedeeld. 
Enkele soorten die niet in de lage landen voorkomen zijn:
- Lamium molucellifolium

Buiten de Benelux komen nog voor:
- Lamium barbatum
- Lamium corsicum
- Lamium flexuosum
- Lamium garganicum
- Lamium glaberrimum
- Lamium moschatum
- Lamium orvala